# Großmeister der Armbrustschützen
Der Großmeister der Armbrustschützen von Frankreich (frz. grand maître de arbalétriers de France) war ein Großamt der Krone Frankreichs, welches in den Anfängen nur ein Amt und Auszeichnung war, aber nicht mit einem militärischen Rang verbunden war und später zum Großamt erhoben wurde.
Es wurde im Jahre 1248 von König Ludwig IX. von Frankreich geschaffen und existierte bis zur Einführung von Feuerwaffen.
Der Amtsinhaber war für die gesamte Artillerie des Königreiches im Mittelalter verantwortlich. Er befehligte jede Form des Bogenschießens, so kommandierte er nicht nur die Armbrustschützen, sondern auch die Bogenschützen mit dem Langbogen oder der Arbalest. Außerdem befehligte er Infanterie mit Sappeur oder Belagerungsgerät, zeitweilig unterstand ihm auch der Meister der Artillerie. Als letzter Großmeister wurde Aimar de Prie, im Jahre 1515 für das Amt nominiert, er verstarb 1527. Unter der Regentschaft von König Franz I. wurde mit Galiot de Genouillac (1512–1546) (Großstallmeister von Frankreich) der erste Großmeister der Artillerie von Frankreich ernannt. Dieses Amt übernahm nun wesentliche Funktionen, die bisher von den Großmeistern der Armbrustschützen wahrgenommen wurden.

## Liste der Meister und Großmeister der Armbrustschützen von Frankreich seit 1248
(Quelle:)
- Thibaut de Montléart († 1270), als Meister der Armbrustschützen 1248 und 1260 genannt
- Nicolas de Menou († 1270), als Meister der Armbrustschützen 1248 und 1261 genannt
- Olivier de Termes († 1274), als Meister der Armbrustschützen vor Damiette 1250 von Matthäus Paris genannt
- Simon de Montleard, von Viton de Saint-Allais genannt als Vetter von Thibaut de Montléard; es ist möglich, dass es sich bei beiden um die gleiche Person handelt
- Renaud de Rouvray (nicht Rouvroy), 1274 von König Philipp III. ernannt.
- Simon de Melun (X 1302 in der Sporenschlacht), 1282 ernannt, ab 1290 Marschall von Frankreich
- Jean de Burlats (X 1302 in der Sporenschlacht), 1287 Seneschall von Carcassonne, dann Meister der Armbrustschützen, abgesetzt 1294
- Jean le Picard, 1298 ernannt
- Jean de Burlats (X 1302 in der Sporenschlacht), 1298 2. Mal
- Pierre de Courtisot, 1303 ernannt
- Thibaut, Sire de Chepoy († 1315), 1304 ernannt, 1307 Admiral
- Pierre de Galart († 1338), 1310 ernannt
- Étienne II. de La Baume, genannt Galois de la Baume († 1364), 1338 ernannt
- Mathieu de Roye, genannt le Flamand († 1380), 1346–1349 im Amt
- Robert, Sire de Houdetot († 1358), Seneschall von Agenais, 1350 ernannt, dann Maître des requêtes de l‘Hôtel du Roi
- Baudouin de Lens, Sire d’Annequin (X 1364 in der Schlacht von Cocherel), Gouverneur von Lille und Douai, ernannt 1358
- Hue de Launoy de la Flèche, ernannt 1360
- Nicolas de Ligne, ernannt 1364
- Hugues de Châtillon († 1389), Seigneur de Dampierre et de Rollancourt, ernannt 1364, abgesetzt 1379
- Marc de Grimaud, Seigneur d'Antibes, 1373 Capitaine général des Arbalétriers, Père Anselme nennt ihn irrtümlich als Maître des Arbalétriers, er war jedoch Kapitän der 800 genueser Armbrustschützen in französischen Diensten
- Guichard I. Dauphin († 1403), ernannt 1379, 1382 abgesetzt
- Hugues de Châtillon († 1389), Seigneur de Dampierre et de Rollancourt, 1382–1386 2. Mal
- Renaud de Trie († 1406), 1394 und 1395 ernannt, 1397 Admiral
- Jean IV. de Bueil (X 1415 in der Schlacht von Azincourt), 1396 ernannt, 1399 ersetzt
- Guichard I. Dauphin († 1403), 1399 2. Mal
- Jean d’Hangest († 1407), Seigneur de Hugueville, 1403 ernannt
- Jean d’Hangest († 1414), Seigneur d’Avesnecourt, 1407 ernannt, 1411 abgesetzt
- David de Rambures († 1415 in der Schlacht von Azincourt), 1411–1413 im Amt
- Jean d’Hangest († 1414), Seigneur d’Avesnecourt, 1413–1414 2. Mal
- Guillaume Malet de Cramesnil, Januar 1415 ernannt, 1415 erneut ernannt, bis Januar 1416 im Amt
- David de Rambures († 1415 in der Schlacht von Azincourt), 1415 2. Mal
- Guillaume Malet de Cramesnil, 2. Mal bis Januar 1416
- Jean de Torsay, Januar 1416 ernannt, 1418 durch die Burgunder abgesetzt, blieb aber Maître des Arbalétriers für die Armagnaken bis 1425; von 1418 bis 1425 gab es also zwei Grands Maîtres des Arbalétriers
- Jacques de La Baume († 1466), 1418 ernannt, 1421 vom englischen König abgesetzt
- Hugues de Lannoy († 1456), 1421 ernannt, trat 1423 oder 1424 zurück
- Jean V. Malet de Graville († 1449), 1425 ernannt, 1415/16 Großfalkner von Frankreich, zuletzt Großbrotmeister von Frankreich
- Jean d'Estouteville († 1494), Seigneur de Torcy, 1449 ernannt, 1461 abgesetzt
- Jean IV. d’Auxy († 1474), Sire d’Auxy, 1461 ernannt, bis 1465 im Amt
- Jean d'Estouteville († 1494), Seigneur de Torcy, 1465 erneut, bis 1489 im Amt
- Jean V. de la Gruuthuse († 1512), 1498 ernannt
- Aymar de Prie († 1527), 1515 ernannt

## Bibliografie
Dieser Artikel basiert in Teilen auf einem Artikel Maître des Arbalétriers der Französischen Wikipedia, aufgerufen am 29. November 2012.
- Nicolle, David. French Armies of the Hundred Years War. London: Osprey Publishing, 2000. ISBN 1-85532-710-4
- Nicolle, David. French Medieval Armies 1000–1300. London: Osprey Publishing, 1991. ISBN 1-85532-127-0
- Nicolle, David. Medieval Warfare Source Book: Warfare in Western Christendom. London: Brockhampton Press, 1999. ISBN 1-86019-889-9